# Xestia subforsteri
Xestia subforsteri là một loài bướm đêm trong họ Noctuidae.